# Strandkejsarfoting
Strandkejsarfoting (Cylindroiulus latestriatus) är en mångfotingart som först beskrevs av Curtis 1845.  Strandkejsarfoting ingår i släktet Cylindroiulus och familjen kejsardubbelfotingar. Arten är reproducerande i Sverige. Inga underarter finns listade i Catalogue of Life.